# Wiktor Oktaba

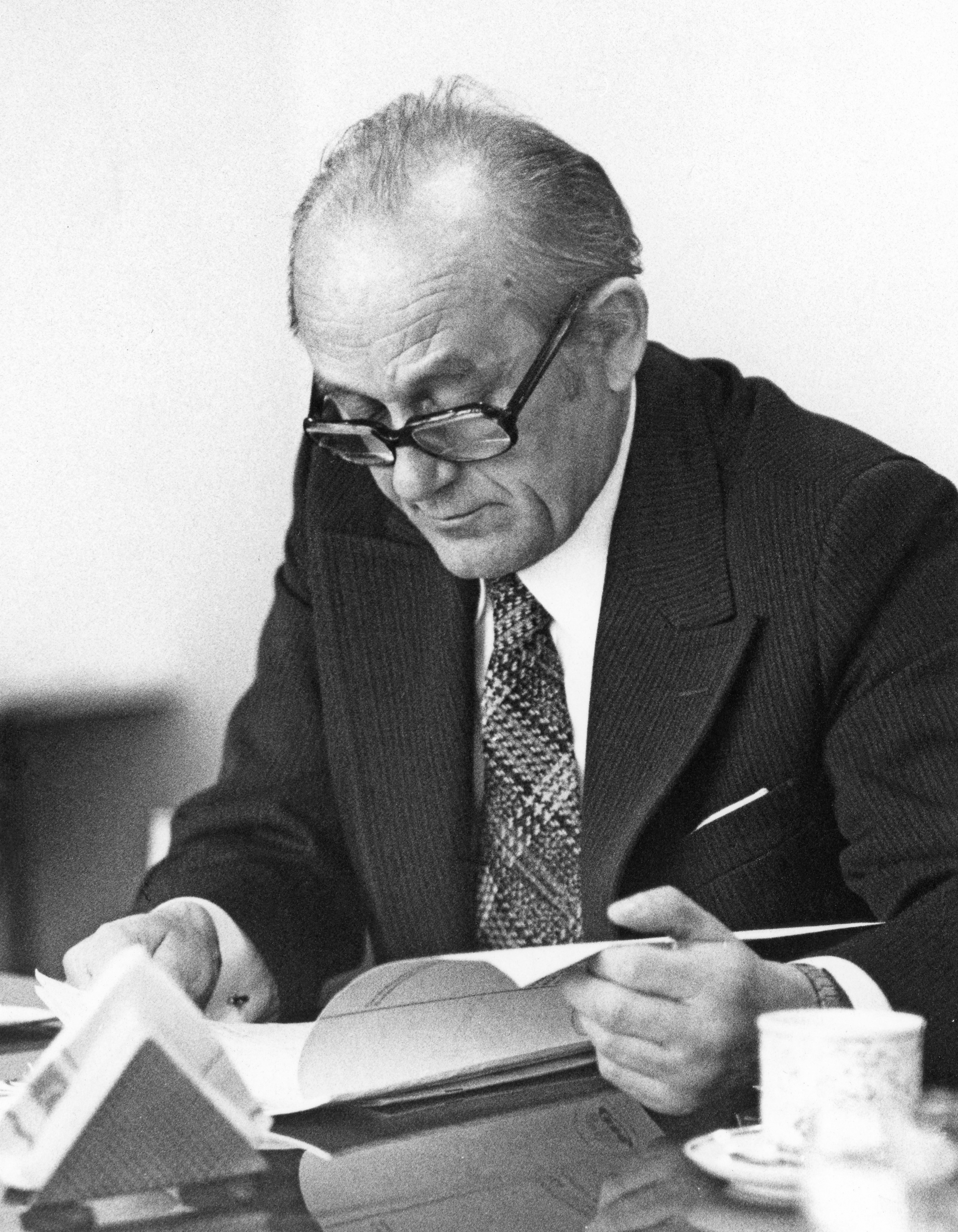
prof. zw. dr Wiktor Oktaba (1976)

Wiktor Oktaba (ur. 16 kwietnia 1920 w Kijowie, zm. 6 września 2009 w Lublinie) – polski profesor nauk matematycznych o specjalności statystyka matematyczna i doświadczalnictwo, nauczyciel akademicki

## Życiorys
Wiktor Oktaba urodził się w Kijowie (obecnie Ukraina), ale w 1925 przeniósł się z rodzicami do Legionowa, gdzie uczęszczał do szkoły podstawowej. Naukę kontynuował w VI Gimnazjum Miejskim Męskim im. płk. Leopolda Lisa-Kuli w Warszawie. Po maturze (1938) rozpoczął studia matematyczne na Uniwersytecie Warszawskim w roku akademickim 1938/1939. Wybuch II wojny światowej przerwał studia. Początek okupacji niemieckiej spędził w Warszawie i Legionowie, pracując jako laborant. Od 1941 pracował w Urzędzie ds. Gospodarki Wodnej w Puławach, a w kolejnych latach – w kamieniołomach w Nasiłowie i w Kazimierzu nad Wisłą. W Kazimierzu pracował do końca 1943, gdzie poznał tu swoją późniejszą żonę Janeczkę (ślub odbył się 17.01.1945 r. w Lublinie). W latach 1943–1944 był żołnierzem Armii Krajowej.
Studia rozpoczął ponownie w 1944 na nowopowstałym Uniwersytecie im. Marii Curie–Skłodowskiej w Lublinie, na Wydziale Matematyki, Fizyki i Chemii. Uczelnia ta zgromadziła wielu znanych profesorów matematyki (m.in. Mieczysław Biernacki, Jan Mikusiński, Adam Bielecki, Mikołaj Olekiewicz), a także wielu uzdolnionych matematycznie studentów (m.in. Czesław Ryl-Nardzewski, Jerzy Łoś, Jan Krzyż), dzięki czemu stworzona przez nich atmosfera rekompensowała trudności pierwszych lat powojennych. Już 15 listopada 1945 powierzono Wiktorowi Oktabie obowiązki dydaktyczne. Pracując jako asystent, 3 grudnia 1947 ukończył studia z dyplomem magistra filozofii w zakresie matematyki.

## Praca naukowo-dydaktyczna
Cała działalność naukowo-dydaktyczna Wiktora Oktaby jest związana z lubelskim środowiskiem akademickim, początkowo z UMCS (1945–1955), a następnie z Wyższą Szkołą Rolniczą, przemianowaną w 1972 na Akademię Rolniczą. Prowadził także zajęcia matematyki, statystyki matematycznej na Akademii Medycznej, Politechnice Lubelskiej oraz na Katolickim Uniwersytecie Lubelskim. W 1952 został kierownikiem Katedry Statystyki Matematycznej na Wydziale Rolnym UMCS, którą stworzył od podstaw i kierował nią przez 38 lat (1952–1990) aż do przejścia na emeryturę.
Stopień doktora matematyki uzyskał w 1957 na podstawie rozprawy On the linear hypothesis in the theory of normal regression, napisanej pod kierunkiem profesora Mikołaja Olkiewicza.
W roku akademickim 1959/1960 wyjechał jako stypendysta Fundacji Rockefellera na staż naukowy do Ames w Iowa State University. W 1961 został docentem, w 1966 r. – profesorem nadzwyczajnym, a w 1971 – profesorem zwyczajnym.
Tematyka badawcza obejmowała estymację oraz testowanie hipotez w regresji liniowej, estymację komponentów wariancyjnych, analizę modeli nieortogonalnych, analizę danych z brakującymi obserwacjami, analizę modeli Gaussa-Markova oraz wielozmienne modele Zyskinda-Martina. Był autorem 5 wielokrotnie wznawianych podręczników z matematyki, statystyki matematycznej i doświadczalnictwa rolniczego. Wydał 8 słowników wielojęzycznych oraz napisał około 220 prac naukowych i 7 książek popularnonaukowych.
Wychował liczną i wartościową kadrę statystyków i biometrów (magistrów, doktorów, profesorów), współtworząc polską szkołę statystyki matematycznej i teorii eksperymentu. Wypromował 17 doktorów.

## Działalność organizacyjna
Profesor W. Oktaba piastował wiele odpowiedzialnych funkcji na uczelni. Był prodziekanem Wydziału Rolniczego (1960–1962), dziekanem tego Wydziału (1962–1966) oraz prorektorem ówczesnej Wyższej Szkoły Rolniczej (1968–1969).
Inicjował i współtworzył Polskie Towarzystwo Biometryczne, działające od 1959 oraz czasopismo Colloquium Biometricum, którego był redaktorem naczelnym od chwili powstania aż do swojej śmierci. Był także członkiem Komisji Statystyki Matematycznej Komitetu Matematyki PAN.

## Wybrane publikacje
- Ocena i analiza statystyczna materiału klinicznego i szpitalnego dotyczącego umieralności noworodków w latach 1946–1950. Ann. UMCS D9, 1954, s. 181–190. (wsp. H. Kwitowa)
- Statystyczna analiza urodzeń i śmiertelności noworodków w Klinice Położniczej Akademii Medycznej za lata 1951–1954. Ann. UMCS D10, 1955, s. 159–174. (wsp. A. Dobrzańska)
- Metoda kompletnego uwikłania interakcji z podblokami w doświadczeniach czynnikowych o dwu, trzech, czterech i pięciu poziomach każdego z czynników. Ann. UMCS E11 (6), 1956, s. 123–186.
- A note on estimating the variance components by the method two of Henderson. Biometrische Zeitschrift 10, 1968, s. 97–108.
- Generalized inverses of matrices in a fixed model. Biometrische Zeitschrift 11, 1969, s. 228–251.
- Elementy statystyki matematycznej i metodyka doświadczalnictwa. Wydawnictwo Naukowe PWN, Warszawa 1980, 310 s.
- Metody statystyki matematycznej w doświadczalnictwie. Wydawnictwo: Uniwersytet Przyrodniczy w Lublinie, Lublin 2000, 488 s. ISBN 8386761946.
- Probabiliści, statystycy matematycy, ekonometrycy i biometrycy. Od starożytności do 2000 roku. Wyd. Lubelskie Towarzystwo Naukowe, Lublin 2002.
- Historia teorii eksperymentu. Wyd. Lubelskie Towarzystwo Naukowe, Lublin 2002, 326 s. ISBN 838783338X
- Opowieści akademickie i morały. Wyd. Lubelskie Towarzystwo Naukowe, Lublin 2008.

## Odznaczenia i nagrody
Otrzymał łącznie 56 orderów i nagród, m.in.
- Krzyż Komandorski Orderu Odrodzenia Polski (1990)
- Krzyż Oficerski Orderu Odrodzenia Polski (1979)
- Krzyż Kawalerski Orderu Odrodzenia Polski (1964)
- Medal Komisji Edukacji Narodowej (1976)
- Odznaka Tysiąclecia Państwa Polskiego (1967)
- Medal im. Michała Oczapowskiego PAN (1995)
- medale z okazji 10-lecia Polski Ludowej i 40-lecia PRL
- Złota Płyta za osiągnięcia w statystyce matematycznej od The American Biographical Institute w Raleigh w Północnej Karolinie
- Nagroda Polskiej Akademii Nauk
- 10 nagród Ministra Edukacji i kilkanaście nagród Rektora WSR i AR